# This Generation
This Generation è un album collaborativo tra i rapper statunitensi Murs e Fashawn, pubblicato nel 2012.
Sul sito Metacritic ottiene un punteggio di 73/100.
| Recensione | Giudizio |
| ---------- | -------- |
| AllMusic   | [ 1 ]    |
| PopMatters | [ 2 ]    |
| Q          | [ 2 ]    |
| HipHopDX   | [ 2 ]    |
| XXL        | [ 2 ]    |

## Tracce
1. Just Begun – 3:27 – Beatnick & K-Salaam
2. '64 Impala – 4:05 – Beatnick & K-Salaam
3. Reina de Barrio (Ghetto Queen) (featuring Adrian) – 3:16 – Beatnick & K-Salaam
4. Stone Cold – 3:14 – Beatnick & K-Salaam
5. Yellow Tape (featuring Krondon) – 2:50 – Beatnick & K-Salaam
6. Peace Treaty – 3:41 – Beatnick & K-Salaam
7. And It Goes – 3:24 – Beatnick & K-Salaam
8. Slash Gordan – 3:11 – Beatnick & K-Salaam
9. Heartbreaks & Handcuffs – 3:16 – Beatnick & K-Salaam
10. This Generation (featuring Adrian) – 3:25 – Beatnick & K-Salaam
11. Future Love – 3:15 – Beatnick & K-Salaam
12. The Other Side – 8:00 – Beatnick & K-Salaam

## Classifiche
| Classifica (2012)         | Posizione massima |
| ------------------------- | ----------------- |
| Stati Uniti               | 164               |
| US Independent Albums     | 38                |
| US Top Rap Albums         | 17                |
| US Top R&B/Hip-Hop Albums | 22                |